# Polissoma (cristalografia)
Polissoma é um termo usado em cristalografia para descrever minerais que possuem estruturas cristalinas e composicionais diferentes. Um exemplo é a anfíbola, em que o corte ao longo do plano {010} produz camadas alternadas de piroxena e de mica trioctaédrica.